# Max Velthuijs

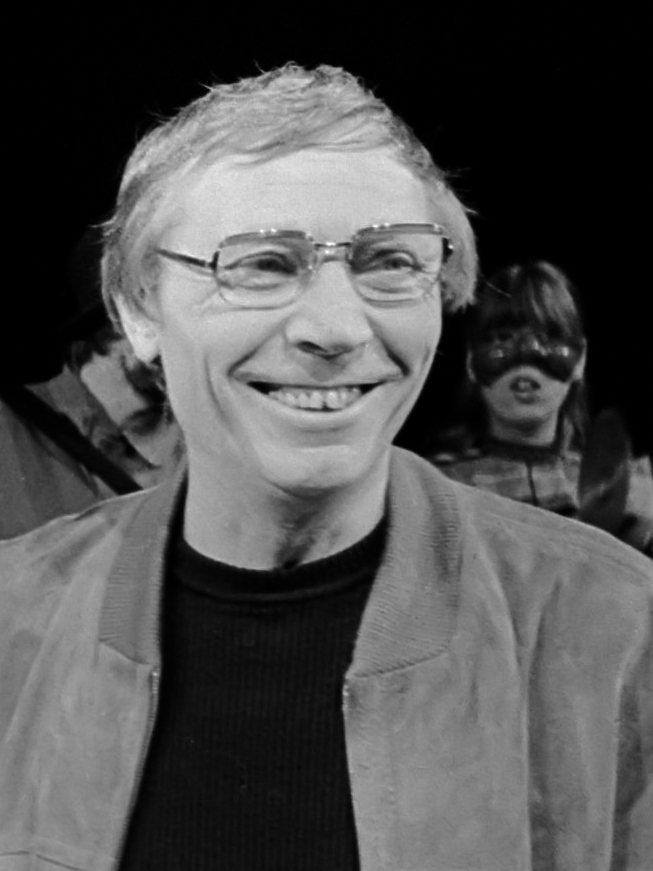
Max Velthuijs (1977)

Max Velthuijs (Den Haag, 22 mei 1923 – 25 januari 2005) was een Nederlandse schrijver en tekenaar van kinderboeken.

## Biografie
Na het doorlopen van de Handelsschool in Den Haag volgde Velthuijs in 1944 korte tijd de opleiding grafisch ontwerp aan de Academie voor Beeldende Kunsten in Arnhem. In het schooljaar 1945-1946 studeerde hij kosteloos aan de KABK in Den Haag. Rond 1950 maakte hij een aantal stofomslagen voor boeken, onder meer van Willem van Iependaal. Lange tijd was hij werkzaam in de reclame. 
Vanaf 1962 maakte hij zijn eerste illustraties voor kinderboeken. Bijna tien jaar later won hij in 1971 een internationale prijs, een Gouden Plaque op de Biennial of Illustrations Bratislava voor het prentenboek De jongen en de vis. Met zijn vroegere werk won hij in Nederland ook twee keer een Gouden Penseel voor de prentenboeken Het goedige monster en de rover (1977) en voor Klein mannetje vindt het geluk (1986). Hij deed ook de opmaak van Het verloren paspoort (1982) van Els Pelgrom en deed dit zo goed dat de hele voorraad uit de handel werd gehaald door het Ministerie van Justitie dat het te veel vond lijken op een echt paspoort.
Max Velthuijs brak nationaal en later ook internationaal door met de boeken over Kikker. Zijn eerste Kikkerboek, Kikker is verliefd dat in 1989 verscheen, werd in een twintigtal talen vertaald. Daarna volgden nog vele avonturen van Kikker en zijn vrienden. Verschillende van deze boeken werden eveneens bekroond met literaire prijzen. In 2004 ontving hij de internationale Hans Christian Andersenprijs. Deze zeer prestigieuze onderscheiding viel eerder, in 1988, Annie M.G. Schmidt ten deel.
In 2002 maakte Theater Terra een musicalvoorstelling met Kikker in de hoofdrol en in 2003 maakte regisseur Arno Kranenborg de documentaire Max Velthuijs, Is het leven niet prachtig? die de VPRO uitzond. In de film wordt Max Velthuijs gevolgd tijdens de totstandkoming van zijn laatste boek, Kikker is bedroefd. In februari 2014 verscheen Het dikke verjaardagsboek van Kikker, een jubileumuitgave ter ere van 25 jaar Kikker.
In 2003 heeft Velthuijs in Muziekcentrum Vredenburg een aantal Kikker-verhalen voorgelezen onder begeleiding van het Tony Overwater Kwintet. Opnames hiervan zijn uitgebracht op de CD Kikker swingt.
Na zijn overlijden in 2005 werd de Openbare Basisschool Het Kompas in de Da Costastraat in Den Haag omgedoopt in Openbare Basisschool Max Velthuijs.
Vanaf 2007 wordt eens in de drie jaar de Max Velthuijs-prijs uitgereikt, een Nederlandse oeuvreprijs voor illustratoren van kinderboeken.
Het archief van het Nederlands Letterkundig Museum beheert de literaire nalatenschap van Velthuijs. De meeste van zijn auteursrechten zijn ondergebracht in de Stichting Max Velthuijs.